# Leontopodium niveum
Leontopodium niveum là một loài thực vật có hoa trong họ Cúc. Loài này được unranked. x sinense Hand.-Mazz. mô tả khoa học đầu tiên.